# Галкины (дворянский род)
Галкины — древний русский дворянский род.
Род внесён в родословную книгу: Киевской, Тверского, Калужской, Оренбургской и Уфимской губерний, а также числятся в списке владельцев помещичьих имений в 100 душ и более.

## История рода
Константин Тимофеевич, Фрол Назарьевич, Константин и Дмитрий Анкудиновичи, Игнат Иванович и Конон Никитич владели поместьями в Тверском уезде и служили царю и великому князю Ивану IV Васильевичу Грозному (1540). Максим Иванович владел поместьем в Орловском уезде (1594).
Михаил Иванович вёрстан новичным окладом по Рыльску, Фирс Дмитриевич по Лебедяни (1628). Иван Галкин казачий атаман в Енисейске (1631—1644), строитель старого Якутского острожка. Казачий атаман Осип Алексеевич убит на реке Лена якутами (1642). Сын боярский Иван Галкин строил острог на реке Баргузине (1649). Вологжанин Яков Галактионович получил грамоту на изыскание всяких руд (1675). Алексей Галкин составил описание Илимской земли (1684).

## Описание герба
В лазуревом щите золотое кольцо, на внутренней стороне которого три золотых креста с широкими концами. Один вправо, другой влево, третий вертикально. Над щитом дворянский шлем с короной. Нашлемник: рука в лазуревых латах, вытянутая вверх, держит серебряный, с золотой рукояткой меч. Намёт: лазуревый с золотом. Девиз: «AVORUM RESPICE MORES» золотыми буквами на лазуревой ленте.
Герб Галкиных внесён в Общий Гербовник дворянских родов Часть XIII. № 95..

## Известные представители
- Галкин Андрей Андреевич — дьяк (1636—1663), воевода в Тобольске (1639—1646), Казани (1662—1663)[4][5].